# Красное (городской округ Домодедово)
Красное — деревня в городском округе Домодедово Московской области.

## География
Находится в южной части Московской области на расстоянии приблизительно 12 км на юг по прямой от железнодорожной станции Домодедово.

## История
Известна с 1689 года как пустошь. В XIX веке до реформы крестьяне принадлежали двум помещикам: Оболенскому и Вердеревскому.

## Население
Постоянное население составляло 12 человек в 2002 году (русские 100 %), 9 в 2010.